# Selezione direzionale

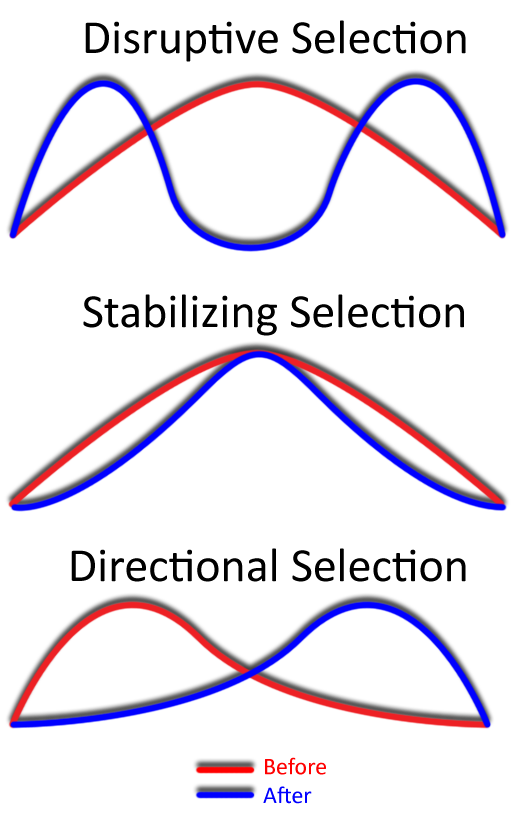
Rappresentazione diagrammatica dei tre principali tipi di selezione naturale:
- selezione diversificante
- selezione stabilizzante
- selezione direzionale

In genetica delle popolazioni, la selezione direzionale (spesso chiamata anche selezione positiva) è un meccanismo o modalità particolare di selezione naturale che si verifica quando la selezione favorisce un singolo allele e perciò la frequenza allelica cambia continuamente verso una direzione. Questo contrasta con la selezione stabilizzante, in cui la selezione può favorire più alleli, o la selezione purificante, che rimuove mutazioni dannose da una popolazione. 

Un esempio comune di selezione positiva sta nell'evoluzione della farfalla Biston betularia, per la quale la direzione favorita è cambiata notevolmente in relazione agli effetti dell'uomo: se prima della rivoluzione industriale il colore delle ali era generalmente bianco (per permettere loro di nascondersi sui tronchi delle betulle) in seguito al diffondersi di inquinamento che rendeva le betulle su cui esse si riposavano nere, si è potuto osservare un rapido cambiamento nel colore delle ali della farfalla, in quanto quelle di colore nero che prima erano sfavorite sui tronchi chiari, ora con il diffuso inquinamento che rendeva i tronchi scuri, avevano una fitness maggiore potendo sfuggire dai predatori.